# Jardins de Joan Brossa
Els Jardins de Joan Brossa estan situats a la muntanya de Montjuïc de Barcelona, a la part inferior de l'espai on anteriorment hi havia el parc d'atraccions, inaugurat el 1966 i tancat el 1998.

## Història i descripció
Els jardins van ser inaugurats el 2003 i porten el nom del poeta Joan Brossa i Cuervo. Ocupen un espai de 5,2 hectàrees de bosc mediterrani, de les quals 3,8 són de zona verda. Estan interconnectats amb els Jardins de Mossèn Cinto Verdaguer i de l'antic camp de Tir al Vol.
El jardí manté el caràcter lúdic i infantil que va aportar anteriorment el parc d'atraccions, i disposa de tres zones reservades a jocs, així com instruments destinats a l'experimentació sonora per part dels infants, com una mena de coixins per anar saltant i crear diferents sons, i una esplanada amb instruments rudimentaris.
Conserva la majoria dels pins i palmeres que es van plantar quan es va fer el parc d'atraccions. El traçat dels camins potencia l'aspecte natural i assilvestrat, a mig camí entre un parc forestal i un jardí de ciutat. A la part més baixa hi ha una gran tirolina.
El jardí també conserva construccions emblemàtiques com el quiosc de la Damm, actualment anomenat Esferic BCN, que manté l'ús com a bar-restaurant que ja tenia en l'antic parc d'atraccions, així com l'Edifici Para-Sol, un hexàgon de formigó de valor tècnic i estètic.

## Escultures
El jardí conserva quatre escultures de bronze que hi havia al parc, dedicades a la ballarina Carmen Amaya, als pallasso Charlie Rivel, el director i actor Charles Chaplin i a l'esportista Joaquim Blume. Les estàtues de Rivel i Chaplin s'han canviat de lloc respecte a la seva ubicació original.
També hi ha instal·lada d'una peça anomenada A-Z amb figures antropomòrfiques de Joan Brossa, com a homenatge a la seva obra.

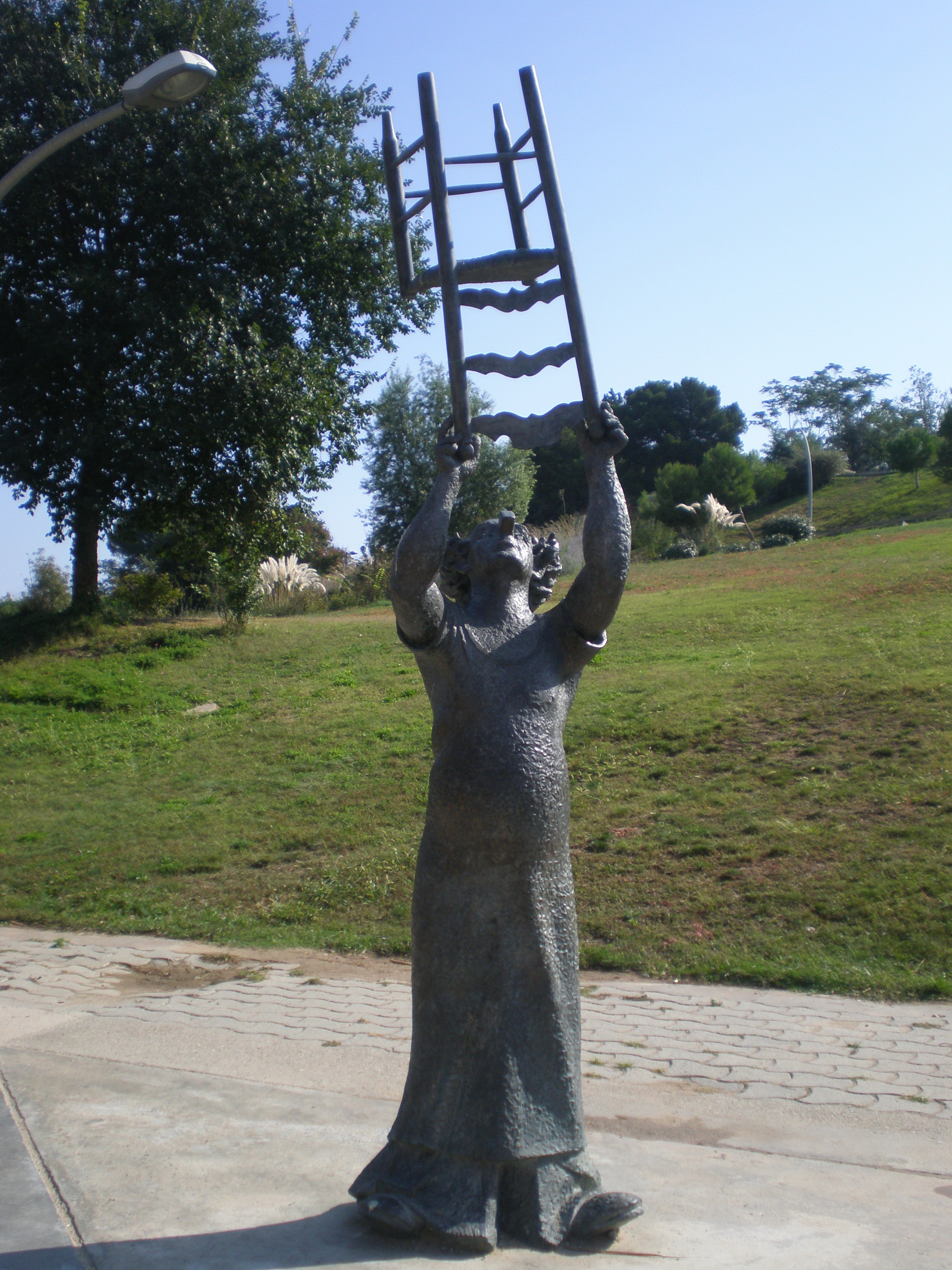
Charlie Rivel, obra de Joaquim Ros i Sabaté (1972)
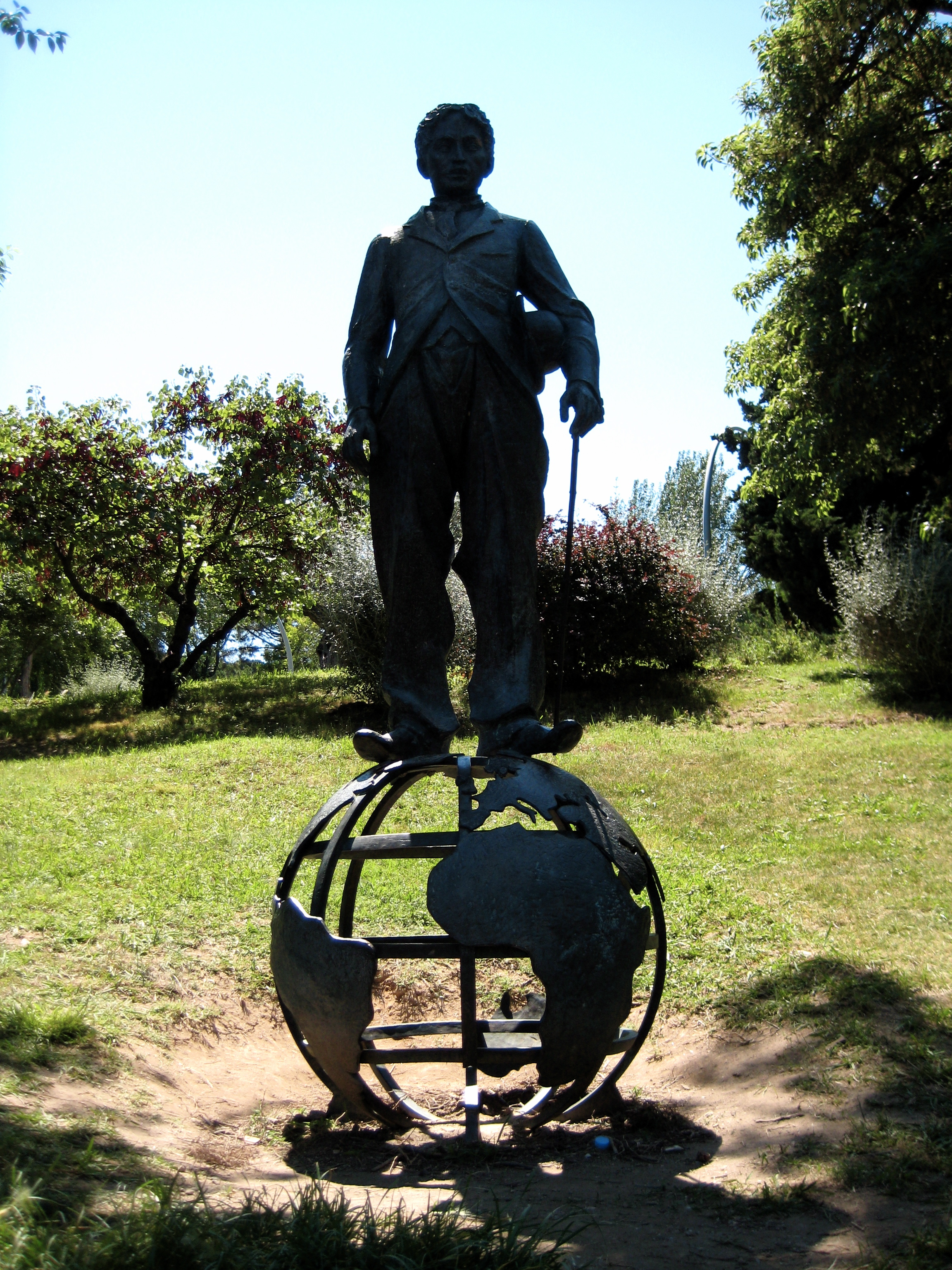
Charles Chaplin, obra de Núria Tortras Planas (1972)
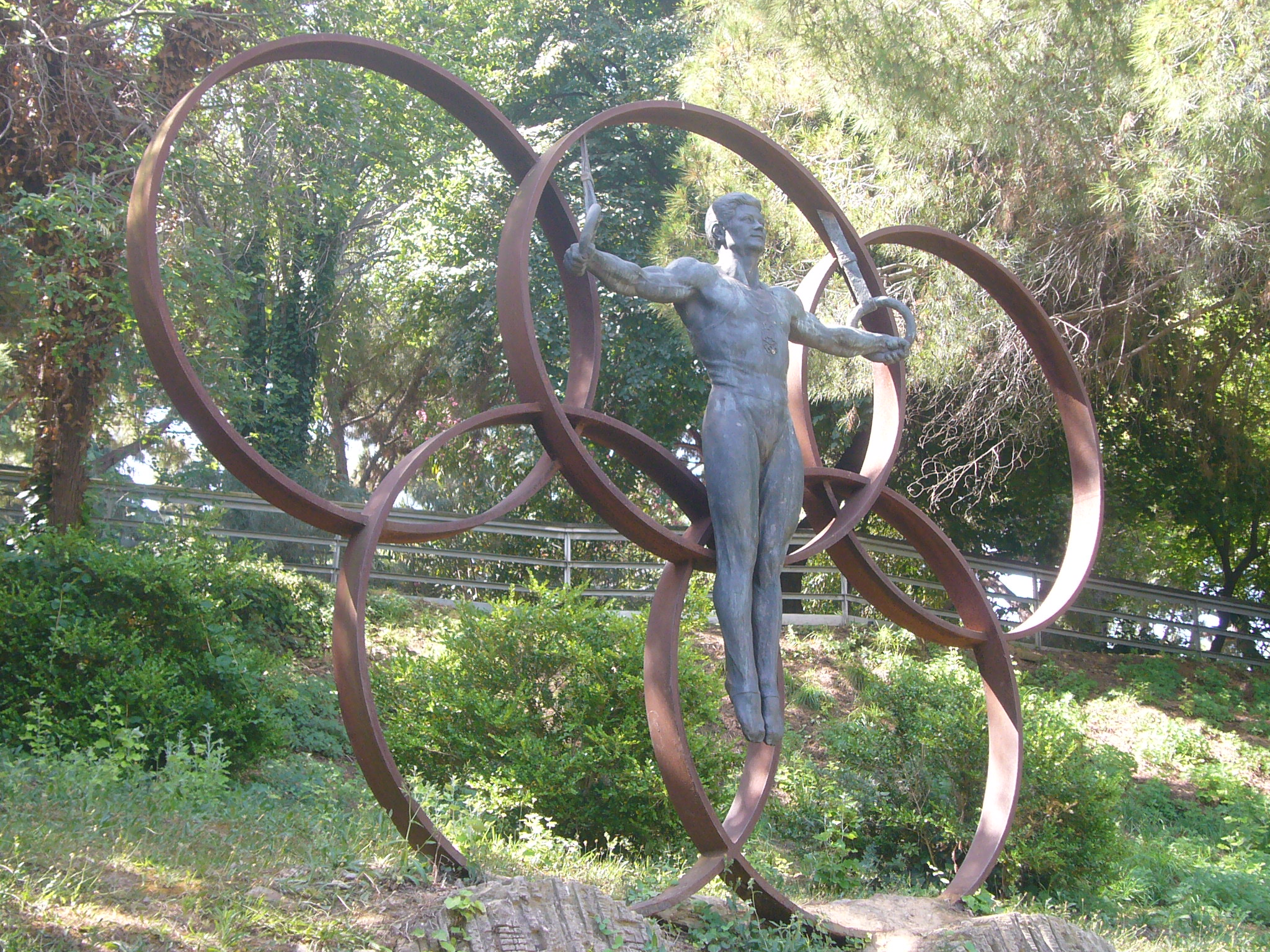
Joaquim Blume, obra de Nicolau Ortiz (1966)
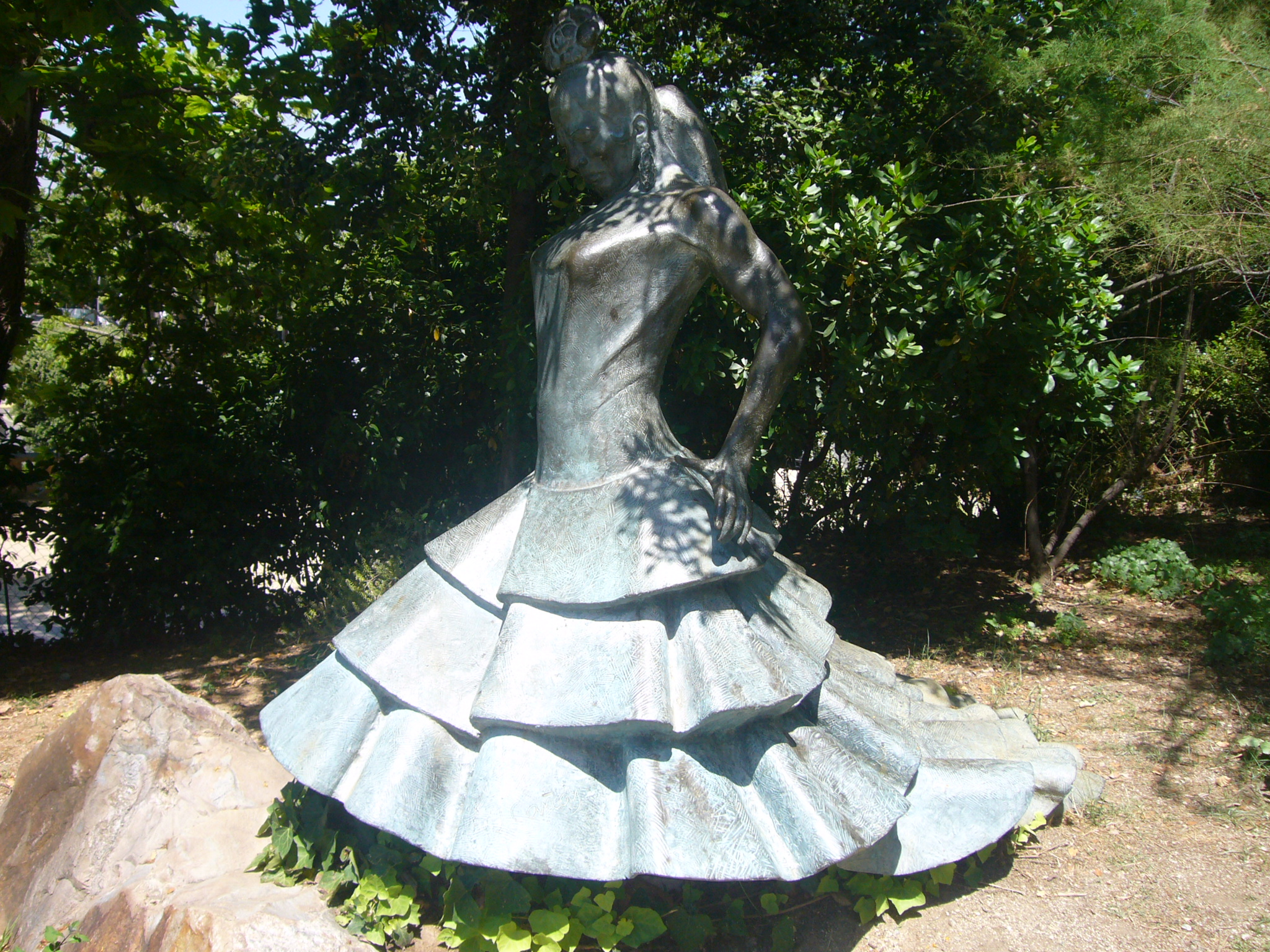
Carmen Amaya, obra de Josep Cañas (1966)